# Sara Gideon
Pour les articles homonymes, voir Gideon.
Sara Gideon, née le 4 décembre 1971 au Rhode Island, est une femme politique américaine. Membre du Parti démocrate, elle préside de 2016 à 2020 la Chambre des représentants du Maine, où elle est élue de 2012 à 2020.

## Biographie

### Famille et débuts professionnels
Sara Gideon grandit dans le Rhode Island, où elle fréquente le lycée d'East Greenwich. Son père est un immigrant d'origine indienne tandis que sa mère est d'origine arménienne,. Elle est la sœur de l'autrice américaine Melanie Gideon,.
En 1994, elle est diplômée d'un baccalauréat universitaire en relations internationales de l'université George-Washington. Durant ses études, elle effectue un stage dans l'équipe du sénateur Claiborne Pell.
Diplômée, elle s'installe ensuite à New York avec son époux Ben, avocat, et travaille dans la vente d'espaces publicitaires à USA Today. En 2004, après la naissance de leur fils Julian, le couple emménage à Freeport dans le Maine. Ils ont par la suite deux autres enfants, Alek et Josie ; Sara Gideon se consacre à leur éducation.

### Carrière politique
Sara Gideon fait ses débuts en politique lorsqu'elle est élue au conseil municipal de Freeport en 2009. Elle devient vice-présidente du conseil.
En 2012, elle est élue à la Chambre des représentants du Maine avec 65,7 % des voix. Sa circonscription comprend Freeport et Pownal. Réélue avec 67 % des suffrages en 2014, elle devient l'adjointe du chef de la majorité démocrate au sein de la Chambre. Elle est reconduite par les électeurs en 2016 et 2018, avec respectivement 68,5 % et 73,5 % des voix. En 2016, elle devient présidente de la Chambre des représentants. Dans un contexte de crise des opioïdes, elle se bat notamment contre le gouverneur Paul LePage pour faciliter l'accès au Naloxone, une solution contre les overdoses.
À l'approche des élections de 2020, Sara Gideon ne peut pas se présenter à cinquième mandat consécutif à la Chambre des représentants. En juin 2019, elle annonce donc sa candidature aux élections sénatoriales américaines de 2020. Elle remporte la primaire démocrate, avec environ 70 % des voix face à deux autres candidates, et affronte la sénatrice républicaine Susan Collins. Collins, réélue avec plus de deux tiers des voix en 2014, a vu sa popularité fortement décliner après son vote en faveur de Brett Kavanaugh à la Cour suprême. Plus de 180 millions de dollars sont dépensés dans l'élection. À quelques semaines de l'élection, Gideon arrive en tête dans la plupart des enquêtes d'opinion. Collins est toutefois réélue avec une confortable avance de 8 points sur Gideon, qui pâtit notamment de sa campagne trop portée sur les enjeux nationaux.